# جاك تشاو
جاك تشاو (بالصينية: 赵杰) هو لاعب الجسر ‏ صيني، ولد في 14 يونيو 1969.